# Mirage (film, 2004)
Cet article concerne le film de Svetozar Ristovski. Pour le film d'Edward Dmytryk, voir Mirage.
Pour les articles homonymes, voir Mirage (homonymie).
Pour plus de détails, voir Fiche technique et Distribution.
Mirage (en macédonien : Илузија, translittération : Iluzija) est un film macédonien de Svetozar Ristovski (en) sorti en 2004.
Il a remporté le prix du meilleur film au Festival d'Anchorage.

## Synopsis
L'action se déroule à Vélès, dans les années qui suivent l'indépendance de la République de Macédoine. Le personnage principal est Marko Trifunovski, un garçon de treize ans, talentueux, intelligent, mais désabusé. Des circonstances catastrophiques le transforment en criminel. Deux tuteurs lui offrent toutefois l'espoir d'un bel avenir, mais ils le trompent et le conduisent à sa chute finale.

## Fiche technique
- Titre : Mirage
- Titre original : Илузија (Iluzija)
- Réalisation : Svetozar Ritovski
- Scénario : Svetozar Ristovski et Grace Lea Troje
- Production : Svetozar Ristovski et Harold Lee Tichenor
- Musique : Klaus Hundsbichler
- Photographie : Vladimir Samoilovski
- Montage : Atanas Georgiev
- Pays d'origine : Macédoine
- Format : Couleurs - Dolby Digital
- Genre : Drame
- Durée : 107 minutes
- Date de sortie : 2004

## Distribution
- Vlado Jovanovski : Lazo, le père de Marko
- Marko Kovačević : Marko
- Jordanco Cevrevski : un voisin
- Elena Mosevska : Angja, la mère
- Slavica Manaskova : Fanny
- Mustafa Nadarevic : le professeur bosniaque
- Martin Jovchevski : Levi
- Nikola Hejko : Chernobyl
- Marija Sikalovska : Jasmina
- Dejan Acimovic : Blashko
- Petar Mircevski : un policier
- Andrijana Ristovska : la présentatrice du loto
- Nikola Djuricko : Paris
- Salaetin Bilal : le bijoutier

## Récompenses
- Nomination au Festival international du film de Tokyo en 2004,
- Grand prix du Festival international du film d'Anchorage en 2004,
- Meilleur premier film, festival pour les enfants et la jeunesse de Zlín en 2005.